# Bionorica
Bionorica SE — немецкая фармацевтическая компания по производству лекарственных средств, в том числе препаратов с недоказанной эффективностью, таких как Синупрет.
Штаб-квартира в Ноймаркте. По состоянию на декабрь 2020 года в компании работало 1823 сотрудника по всему миру, в том числе 935 в Германии.
Компания была основана в 1933 году под названием Bionorica GmbH. С марта 2010 года Bionorica является европейской публичной компанией с ограниченной ответственностью. Председатель правления — Майкл А. Попп (Michael A. Popp), исполнительный директор по финансам, ИТ и персоналу — Майкл Редель (Michael Rödel), исполнительный директор по поставкам продукции — Ханке Волерс (Hanke Wohlers), исполнительный директор по маркетингу и продажам — Марко Линари (Marco Linari). Председателем наблюдательного совета является Эберхард Раух (Eberhard Rauch).
В 2021 финансовом году чистый объём продаж компании составил 285 миллионов евро. Среди наиболее известных брендов компании — «Синупрет» (Sinupret) и «Бронхипрет» (Bronchipret). В области конопляных препаратов был открыт новый сегмент рынка. По производству активных ингредиентов конопли, таких как дронабинол и каннабидиол, по состоянию на март 2016 года компания Bionorica занимала лидирующие позиции по производству активных ингредиентов конопли, таких как дронабинол и каннабидиол. В мае 2019 года компания Bionorica продала свой бизнес по производству каннабиса за 225 миллионов евро канадской компании Canopy Growth Corporation.

## История
Компания Bionorica была основана в 1933 году Йозефом Поппом (Josef Popp) — дедом нынешнего владельца Майкла А. Поппа (Michael A. Popp). Штаб-квартира Bionorica GmbH была расположена в Нюрнберге. Первый продукт — «Синупрет» — один из важнейших препаратов в портфолио. В 1945 году фармацевт Эрна Попп (Erna Popp) (1918—2017) и врач Ганс-Оскар Попп (Hans-Oskar Popp) (1924—2017) взяли на себя руководство компанией. В это время также было налажено промышленное производство препаратов. В 1989 году, после переезда Bionorica в Ноймаркт-ин-дер-Оберпфальц, Майкл А. Попп занял пост директора Bionorica AG. В марте 2010 года компания Bionorica AG была преобразована в европейскую публичную компанию с ограниченной ответственностью Bionorica SE.
В 2023 году немецкая дочерняя компания Lomapharm была приобретена компанией Daicel.

## Продукция
Компания Bionorica выпускает фитофармацевтические и гомеопатические препараты по показаниям респираторных, гинекологических, мочевыводящих путей и защиты печени. Торговые марки Bionorica: «Синупрет» (Sinupret), «Бронхипрет» (Bronchipret), «Тонзилгон Н» (Imupret N; нем. Tonsilgon), «Тонзипрет» (Tonsipret), «Ринупрет» (Rinupret), «Канефрон» (Canephron), «Силимарит» (Silimarit), «Климадинон» (Klimadynon) и «Мастодинон» (Mastodynon). В 2015 году компания Bionorica заявила, что прекратит продажу препарата «Ассаликс» (Assalix) из коры ивы, продажа седативного средства «Аллунапрет» (Allunapret) была прекращена в 2019 году.
Заявка на «Синупрет» с «противовирусными» и «противовоспалительными» свойствами была запрещена компанией в 2020 году в последней инстанции BGH как вводящая в заблуждение. По словам Bionorica, эти эффекты были продемонстрированы только в пробирке, но не в ходе клинических испытаний.

## Членство
Компания Bionorica является членом Федеральной ассоциации фармацевтической промышленности (Bundesverband der Pharmazeutischen Industrie), Комитета по исследованиям в области натуральной медицины (Komitee Forschung Naturmedizin), Общества исследований лекарственных растений (Gesellschaft für Arzneipflanzenforschung) и Europharm SMC.